# Conops camaronensis
Conops camaronensis är en tvåvingeart som beskrevs av Krober 1939. Conops camaronensis ingår i släktet Conops och familjen stekelflugor. Inga underarter finns listade i Catalogue of Life.